# جایزه بزرگ لانگ بیچ
جایزه بزرگ لانگ بیچ (از سال ۲۰۱۹ به دلایل حقوق نام‌گذاری با نام جایزه بزرگ آکورا لانگ بیچ شناخته می‌شود) یک مسابقه در تقویم مسابقات سری ایندی‌کار است که در مسیر خیابانی در مرکز شهر لانگ بیچ، کالیفرنیا برگزار می‌شود. این مسابقه از سال ۱۹۹۶ تا ۲۰۰۸، به عنوان مسابقه برتر در تقویم مسابقات کارت/سری قهرمانی خودروهای جهانی حضور داشت در سال ۲۰۰۸ آخرین مسابقه سری چم کار پیش از ادغام رسمی و پایان دادن به جدایی بین دو سری مسابقه کارت و آCART و IRL بود. از سال ۲۰۰۹، این مسابقه بخشی از سری یکپارچه شده سری ایندی‌کار است. این مسابقه معمولاً در ماه آوریل برگزار می‌شود. این مسابقه دومین رویداد مستمر در مسابقات ایندی‌کار بعد از ایندیاناپلیس ۵۰۰ است و یکی از معتبرترین رویدادهای این مسابقات به‌شمار می‌رود.